# Dipendenza dal lavoro
La sindrome da dipendenza dal lavoro o sindrome da workaholism è un disturbo ossessivo-compulsivo, un comportamento patologico di una persona troppo dedicata al lavoro e che pone in secondo piano la sua vita sociale e familiare sino a causare danni a se stessa, al coniuge e ai figli.

## Storia

### Storia del nome
In Italia raramente viene usata la traduzione letterale "sindrome da ubriacatura da lavoro" e nemmeno la dizione italiana "sindrome da dipendenza dal lavoro", ma si usa generalmente la definizione americana "sindrome da workaholism'. Il termine workaholism nasce nel 1971 in USA a seguito di un libro di Wayne Oates (medico-psicologo, 1917-1999) Confessions of workaholics: the facts about work addiction. In Germania inoltre, è utilizzato il termine tedesco "Arbeitssucht". Il termine "ubriaco da lavoro" deriva dalla stretta analogia che tale patologia ha con quella dell'alcoldipendenza. Il comportamento del workaholic è molto simile a quello dell'alcolista.

### I primi studi
Il primo timido approccio scientifico alla dipendenza dal lavoro avviene nel 1976 a opera di Marylin Malchlowitz documentando alcuni casi. Le prime pubblicazioni avvengono nel 1979 da Gerhard Menzel. Seguono gli autorevoli studi approfonditi di Bryan Robinson professore alla University of North Carolina-Charlotte ritenuto attualmente il massimo esperto del trattamento dei workaholic. Vanno citati anche gli studi e pubblicazioni di altri autorevoli esperti come: Diane Fassel, Anne Wilson Schaef, Kammer, Doefler, Kanai, Baker, Alonso, Fernandez, Burke, Killinger.

### Situazione prima e dopo gli anni settanta
Prima del 1971 chi oggi verrebbe definito un workaholic veniva invece chiamato stacanovista. Raramente la società lo vedeva come un soggetto in patologia, spesso veniva ammirato e lodato per il suo spiccato senso del lavoro.
Nel 1969 in Giappone si ha il primo caso noto e studiato di persona deceduta per lo stress per il troppo lavoro. Solo negli Stati Uniti, in Germania e in Giappone, la società comincia ad avere coscienza che tale comportamento autodistruttivo abbisogna di un approccio, analisi e classificazione medica. In Italia non era raro imbattersi ancora nella metà degli anni novanta con psicologi e medici che ignoravano tale patologia comportamentale. Con la diffusione di internet gli studi scientifici su tale fenomeno sono diventati di pubblica diffusione tra gli addetti ai lavori, ma tale patologia rimane ancora pressoché sconosciuta in Italia nella popolazione comune.
La società, gli amici, l'ambiente di lavoro e il consenso che il workaholic si costruisce giorno per giorno lo fanno mimetizzare tra la società, invisibile, rispettabile, tanto da non comprendere il motivo per cui la famiglia si lamenta. È questo il classico segno di riconoscimento del workaholic: il dualismo tra consenso esterno e notevole risentimento dei familiari. Ma chi vive con un workaholic si sente tradito, impotente: competere con un'ossessione così forte è impossibile.
Il lavoro ha un effetto anestetizzante sia sulla loro sfera emotiva che li rende distaccati e insensibili sia sulla loro attività sessuale che si riduce o si azzera addirittura. I segni esteriori di affetto, come il semplice salutarsi baciandosi, sono aborriti. Il sistema familiare è mantenuto fin tanto che i membri lo sopportano e sono costretti ad adattarsi per mantenere l'equilibrio. Per il workaholic la differenza tra ufficio e casa, intesa come differenza ambito lavorativo-ambito personale è andata perduta, e quindi troverà naturale continuare a lavorare in casa, a letto, nel fine settimana o in vacanza.

## Definizione diworkaholism(Robinson, 1998)
- «Disturbo ossessivo-compulsivo che si manifesta attraverso richieste auto-imposte, un'incapacità di regolare le proprie abitudini di lavoro ed eccessiva indulgenza nel lavoro fino all'esclusione delle altre principali attività della vita».
- «Persona il cui bisogno di lavorare è talmente eccessivo da creare notevoli disagi e interferenze nello stato di salute, nella felicità personale, nelle relazioni personali e familiari e nel suo funzionamento sociale».

## Diffusione
Raramente il fenomeno si manifesta nei dipendenti in quanto è loro precluso il rientrare al lavoro dopo la timbratura. I settori colpiti sono la libera professione: artigiani, avvocati, commercialisti, manager. Machlowitz nel 1980 stimava che circa il 5% della popolazione statunitense fosse affetta da dipendenza di lavoro. Kanai nel 1996 in uno studio sui manager giapponesi rilevava che circa il 21% ne presentava i sintomi.

## Mutazione caratteriale
Il workaholic, essendo assillato dal lavoro, ha sbalzi adrenalinici elevati. È adrenalino-dipendente. Ciò determina aggressività a livello familiare e con i colleghi; è sempre sicuro di sé, invincibile, arido, concentrato sul successo professionale. Tende a voler avere tutto sotto il suo controllo. Non pone un confine tra la vita professionale e quella personale, familiare; perde il concetto di privacy. Dorme poco, le sue forze lavorative sembrano inesauribili. Sente un forte disprezzo per chi frequenta concerti, teatri, pratica sport, in sintesi per coloro che spendono del tempo in attività "futili" e non produttive come il lavoro. Passa il tempo libero, i fine settimana, le ferie in attività che possano avere una qualche relazione col lavoro. È incapace di rilassarsi: la sua mente è sempre alla ricerca di soluzioni per risolvere i problemi lavorativi. Quando non lavora si sente inquieto e annoiato. Non ha nessun hobby se non quelli connessi al suo lavoro. Ha una rigidità comportamentale.
I workaholic sono in genere ignari che il coniuge e i figli abbiano spesso un profondo risentimento verso le loro abitudini lavorative. Il workaholic non tollera ostacoli al proprio modo di lavorare: chiunque si metta sulla sua strada subirà la sua aggressività. Cerca di mantenere una posizione di superiorità sui familiari e di controllarli.
Tra gli studi più recenti è da segnalare un test condotto da un team di psicologi ricercatori guidati dalla dottoressa Cecilie Schou Andreassen in Norvegia su più di 16.000 lavoratori, e hanno concluso che il 32,7% degli "ubriachi da lavoro" avrebbe più chance di sviluppare un disturbo da deficit di attenzione/iperattività e il 25,6% di sviluppare un disturbo ossessivo-compulsivo. Se il 33,8% va incontro a disturbi d'ansia, l'8,9% avrebbe più chance di soffrire di depressione rispetto a chi, invece, del lavoro non è affatto dipendente.

## Ripercussioni

### A livello di coppia
Quando uno dei due partner sviluppa la sindrome da workaholism se non si interviene prontamente, interrompendo tale stato patologico, la coppia è destinata a morire. Il workaholic tende a comportarsi in modo autoritario in famiglia e percepisce il coniuge come un estraneo, un accessorio, ne consegue un serio deterioramento della sfera affettiva che induce aridità, apatia, cinismo e indifferenza tra i coniugi.
In una ricerca su un campione di 326 donne (età media 47 anni) il dottor Robinson ha riscontrato che il rischio divorzio è altissimo. Solo il 45% dei workaholic riesce a evitare il divorzio contro l'84% della popolazione generale. Una ricerca eziologica condotta dall'American Academy of Matrimonial Lawyers (associazione statunitense di avvocati matrimonialisti) indica la dipendenza da lavoro come una delle cause più frequenti di divorzio e il dato superficiale di abuso di alcol o relazioni extraconiugali è spesso solo la conseguenza secondaria (ma ben visibile) della rottura matrimoniale.
Una ricerca condotta dalla Grant Thornton ha rilevato che in Inghilterra il 6% dei divorzi dell'anno 2004 è da attribuire alla dipendenza dal lavoro. Gli uomini sposati con le donne workaholic vedono una riduzione del 25% delle possibilità di godere di buona salute e potrebbero diventare alcolisti. Sono spesso divorati dalla collera. La donna è particolarmente portata a trasformarsi in lavorodipendente e non se ne accorge fino a quando il suo matrimonio non va in pezzi. Il partner percepisce se stesso come una "seconda scelta" dopo il lavoro, si sente controllato e manipolato dal coniuge.

### A livello dei figli
Una volta individuato un workaholic, va considerato tutto il nucleo famigliare in co-dipendenza. Mentre il coniuge ha la possibilità di separarsi o divorziare, come statisticamente avviene, i figli sono costretti a vivere fino alla maggiore età la situazione stressogena di un genitore workaholic. Danneggiati da esso, vengono definiti "co-dipendenti" e si sviluppano differenti situazioni:
- CO-D di tipo A - il figlio/a non si accorge del disturbo del genitore e lo vive come normalità;
- CO-D di tipo B - il figlio/a se ne accorge sin dall'infanzia e adotta comportamenti adattativi tra i più svariati; in questo caso la presenza del workaholic costringe il figlio/a "sano" a un riadattamento dinamico in termini di tempo, di restringimento dell'investimento socio-relazionale, di spesa economica e soprattutto di investimento di energia mentale, con una generale maggior presa di responsabilità da parte di questo. Adotta un progressivo congelamento dei sentimenti per garantirsi la sopravvivenza nel medio-lungo termine.

Il workaholic tende a dimenticare, ignorare o minimizzare importanti ricorrenze familiari come i compleanni dei figli.

## Centri di terapia e recupero
Attualmente la più importante organizzazione di terapia del workaholic ha sede in USA e si chiama "Workaholics Anonymous", nata nell'aprile 1983 a New York a opera di un promotore finanziario e di un insegnante resisi conto loro stessi di essere dipendenti dal lavoro. Traendo esempio dalla filosofia degli Alcoholics Anonymous adottarono il loro sistema terapeutico dei 12 passi.

## Confronto con le altre forme di dipendenza
- Dipendenze legate a sostanze illegali: cannabis, cocaina, eroina, LSD, ecstasy, anfetamine;
- Dipendenze legate a sostanze legali: nicotina, alcol, farmaci, sostanze inalanti;
- Dipendenze non legate a sostanze: gioco d'azzardo, shopping compulsivo, dipendenza da sesso, sindrome da workaholism.

Paradossalmente il workaholic può procurarsi sempre e comunque la sua "sostanza" che non solo è gratis ma lo fa anche guadagnare. Il suo "spacciatore" non rischia nulla, gli offre lavoro: una sostanza legale che la società stima.

## Film
- Workaholic, 1996, regia di Sharon von Wietersheim. È il workaholism di una coppia non sposata e senza figli, dove l'agiatezza economica di entrambi riesce in qualche modo a mascherare la distortura della loro relazione. Il film tratta comunque un workaholism di bassa gravità.
- Sapori e dissapori, 2007, regia di Scott Hicks. Kate Armstrong interpretata da Catherine Zeta-Jones è una chef newyorkese apparentemente normale, ma che conduce invece una vita da workaholic.